# Stanisław Portalski
Stanisław Portalski (ur. 24 kwietnia 1920 w Starej Białej, zm. 26 listopada 2011 w Londynie), polski chemik, doktor inżynier chemii technicznej, profesor inżynierii chemicznej na Polskim Uniwersytecie na Obczyźnie, 1991-2011 dziekan Wydziału Nauk Technicznych Uniwersytetu. Prezes Polskiego Towarzystwa Naukowego na Obczyźnie (2003-2011).

## Życiorys
Syn Władysława i Walerii z Boronińskich. Ukończył szkołę powszechną w Starej Białej, następnie w latach 1933-1939 uczęszczał do Gimnazjum im. Władysława Jagiełly w Płocku (popularnej Jagiellonki). W 1939 roku zdał tam maturę z pierwszą lokatą.
Agresja III Rzeszy na Polskę zastała go jako junaka hufca pracy w Osowcu nad Biebrzą. Po agresji ZSRR na Polskę bierze udział w obronie Grodna przed Armią Czerwoną (21-22 września 1939), następnie wraz z innymi obrońcami przekracza granicę polsko- litewską i 23 września zostaje internowany przez Litwinów, początkowo w Birsztanach nad Niemnem, a później w Wiłkomierzu i Wyłkowyszkach. Poznał tam Edwarda Szczepanika, późniejszego ostatniego premiera Rządu RP na uchodźstwie i prezesa Polskiego Towarzystwa Naukowego na Obczyźnie.
Po okupacji Litwy przez Armię Czerwoną w czerwcu 1940, a następnie jej aneksji przez ZSRR, obozy internowanych na Litwie zostały przejęte przez NKWD, a internowani wywiezieni w głąb ZSRR. Stanisław Portalski wraz ze współtowarzyszami został wywieziony początkowo do Pawliszczew Bor, następnie na półwysep Kola, u ujścia rzeki Panoj, gdzie pracował przy dostarczaniu żywności i materiałów do budowy lotniska.
Po ataku III Rzeszy na ZSRR i układzie Sikorski-Majski uwolniony, wstąpił do armii polskiej pod dowództwem gen. Władysława Andersa. Przydzielony do Szkoły Podchorążych, później do Kompanii Lotniczej. W marcu 1942 roku ewakuowany z ZSRR przez Morze Kaspijskie do Pahlevi w Persji, a jako personel lotniczy dalej przez Bombaj i Kapsztad do Szkocji. Wstąpił do Administracyjnego Ośrodka Polskiego Lotnictwa w Blackpool, ukończył kurs obsługi radaru i został instruktorem obsługi radia i radaru w Gimnazjum Łączności dla Małoletnich Polaków. Następnie ukończył z pierwszą lokatą Oficerską Szkołę Łączności RAF w Cranwell. Awansował na plutonowego ze specjalnością radiomechanika. Pełnił służbę w 307 dywizjonie myśliwskim Nocnym „Lwowskich Puchaczy”. Został odznaczony Medalem Lotniczym po raz pierwszy i po raz drugi.
Po zakończeniu II wojny światowej pozostał na uchodźstwie. Zamieszkał w Londynie i rozpoczął studia chemiczne na Polish University College w Londynie (największej polskiej technicznej szkole wyższej w Wielkiej Brytanii zorganizowanej przez polskich profesorów – członków Rady Akademickiej Szkół Technicznych – RAST). Polish University College ukończył jako inżynier chemik, a w 1950 uzyskał dyplom magistra chemii na Uniwersytecie Londyńskim.
Po ukończeniu studiów podjął pracę na Wydziale Inżynierii Chemicznej University College London jako asystent a później wykładowca. W 1952 roku przeniósł się na Battersea Polytechnic w Londynie, gdzie w 1960 obronił doktorat. W tezie doktorskiej wyprowadził teoretyczny wzór na obliczanie pofalowanej powierzchni cienkich warstewek cieczy spływających w kolumnach reakcyjnych i udowodnił ścisłą zależność między liczbami Reynoldsa i Froude’a w przepływach dwufazowych. Praca doktorska Stanisława Portalskiego, The relationship between the Froude and Reynolds numbers in falling vertical films została opublikowana w American Institute of Chemical Engineers (AIChE) Journal w lipcu 1964. Od 1968 roku pracował na University of Surrey w Guildford, w hrabstwie Surrey jako starszy wykładowca hydrodynamiki i termodynamiki, był jednocześnie kierownikiem laboratorium chemicznego na Wydziale Inżynierii Chemicznej.
Przeszedł na emeryturę w 1985 roku, kontynuując przez następne osiem lat pracę w laboratorium chemicznym. Specjalizował się w praktycznych zastosowaniach teorii przepływów wielofazowych w procesach realizowanych w chemii przemysłowej i optymalizacją produkcji metanolu.
Od 1964 był profesorem inżynierii chemicznej na Polskim Uniwersytecie na Obczyźnie (PUNO), od 1991 roku aż do końca życia sprawował funkcję dziekana Wydziału Nauk Technicznych. W 1965 roku został członkiem Polskiego Towarzystwa Naukowego na Obczyźnie w Londynie (PTNO). W roku 1986, na zaproszenie prof. Edwarda Szczepanika, ówczesnego prezesa PTNO został redaktorem naczelnym Rocznika PTNO. Funkcję tę pełnił do 1997, następnie w latach 1997–2003 był Sekretarzem Generalnym PTNO. W 2003, po śmierci Edwarda Szczepanika został wybrany prezesem Towarzystwa. Funkcję tę sprawował do końca życia.
Autor 10 prac naukowych w: Industrial and Engineering Chemistry, Chemical Engineering Science, Transactions of the Institute of Chemical Engineering. Był współredaktorem siedmiotomowej pracy: Materiały do dziejów polskiej emigracji niepodległościowej 1939-1990 wydanego przez PTNO. W latach 1985–95 wraz z prof. Edwardem Szczepanikiem przygotowywał dwa Kongresy Kultury Polskiej i pracę The Polish Cultural and Scientific Heritage at the Dawn of the Third Millennium opublikowaną w 2003, redagował w niej dział: Mathematics, Natural Sciences and Technology. Autor monografii Zarys Historii Polskiego Towarzystwa Naukowego na Obczyźnie (2009).
Odznaczony papieskim orderem Benemerenti, Złotym Krzyżem Zasługi (przez prezydenta Ryszarda Kaczorowskiego (1989), Medalem „Za udział w wojnie obronnej 1939” i Krzyżem Zesłańców Sybiru. Doktor honoris causa Polskiego Uniwersytetu na Obczyźnie. 11 listopada 1990 został odznaczony przez prezydenta RP Ryszarda Kaczorowskiego Krzyżem Kawalerskim Orderu Odrodzenia Polski. 19 kwietnia 2013 został odznaczony pośmiertnie przez prezydenta RP Bronisława Komorowskiego Krzyżem Oficerskim Orderu Odrodzenia Polski za wybitne zasługi w krzewieniu polskich tradycji narodowych, za upowszechnianie wiedzy o polskiej historii i kulturze, za działalność na rzecz polskich środowisk w Wielkiej Brytanii.
Dwukrotnie żonaty: z Dorothy Lawry – dzieci: Aniela i Kazimierz, oraz z Haliną Zawirską, córka Aniela.